# Fuentes de Rubielos

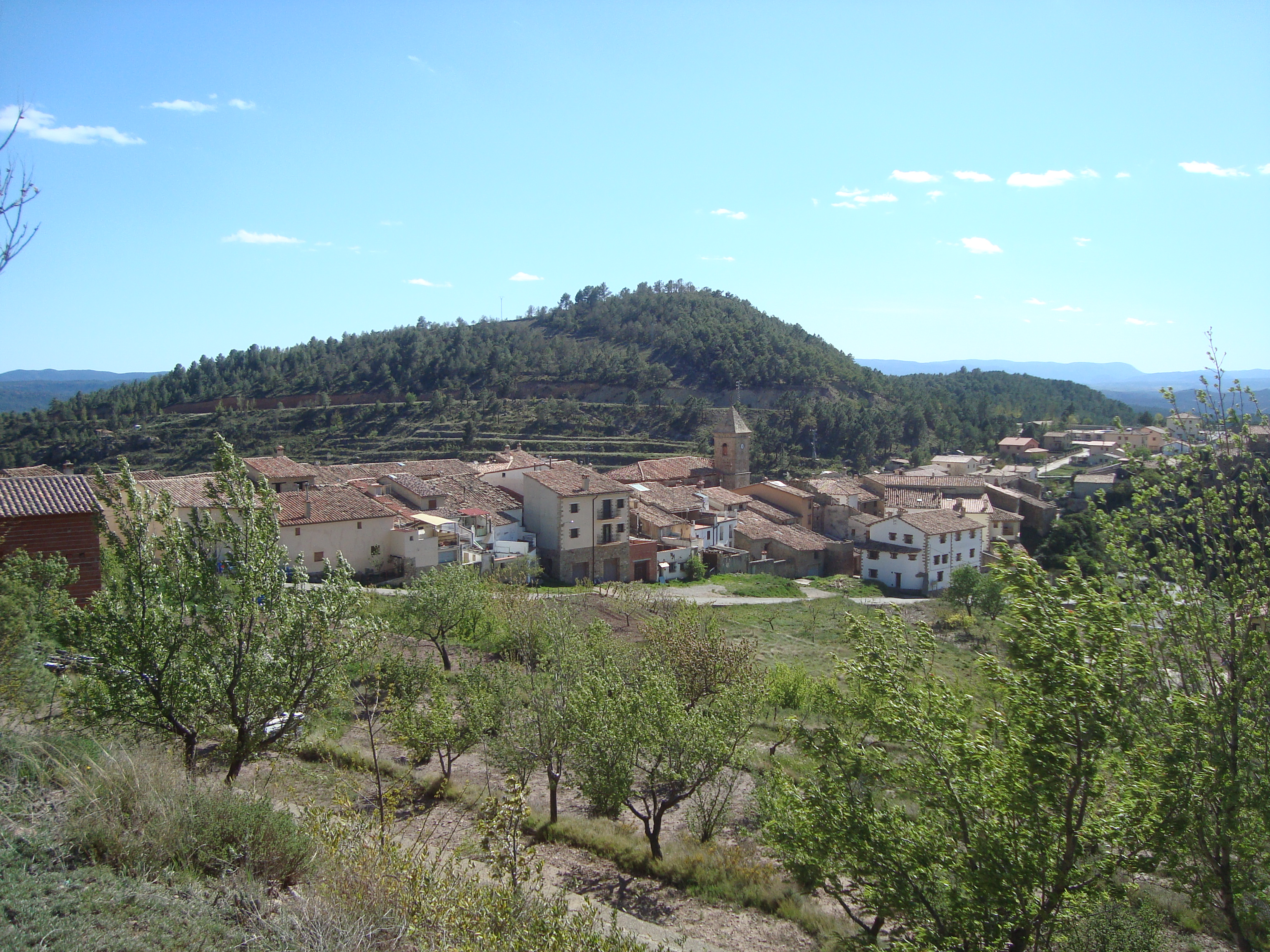
Fuentes de Rubielos, comarca Gúdar-Javalambre (Teruel, España)

Fuentes de Rubielos è un comune spagnolo di 98 abitanti situato nella comunità autonoma dell'Aragona.